# Чарльз Габеркорн
Чарльз Габеркорн (англ. Charles Haberkorn) — американський легкоатлет німецького походження, бронзовий призер Олімпійських ігор 1904 року з перетягування канату.
На ІІІ літніх Олімпійських іграх у Сент-Луїсі (США) у складі команди «Southwest Turnverein of Saint Louis № 2» посів третє місце в змаганнях з перетягування канату.